# 反瓣老鹳草
反瓣老鹳草（学名：Geranium refractum）是牻牛儿苗科老鹳草属的植物。分布于尼泊尔、锡金、缅甸、不丹以及中国大陆的西藏等地，生长于海拔3,800米至4,500米的地区，一般生长在山地灌丛以及草甸，目前尚未由人工引种栽培。